# Chaudhara
Der Chaudhara ist ein 6510 m hoher Berg im Kumaon-Himalaya im indischen Bundesstaat Uttarakhand.
Der Berg befindet sich im Distrikt Pithoragarh. Der Chaudhara liegt am südöstlichen Ende des Einzugsgebiets des Kalabalandgletschers. Die Südostflanke des Chaudhara wird zum Flusstal des Lassar Yankti entwässert, die Südwestflanke führt ins Ralamtal. 3,2 km südlich des Chaudhara befindet sich der 6537 m hohe Rajrambha.
Der Chaudhara wurde 1973 von einer indischen Expedition (A.R.Chandekar and Sherpa Ajeeba) über die Westwand erstbestiegen.